# Sant Miquel de les Salines
Sant Miquel de les Salines (en castellà i oficialment San Miguel de Salinas) és un municipi del sud del País Valencià que està situat a la comarca del Baix Segura.

## Geografia
Sant Miquel és el poble més elevat del Baix Segura i, com a la resta de la comarca, parlen castellà. El gentilici dels seus 6.976 habitants (cens de 2024) és santmiquelers. Els 54 km² de terme municipal baixen des de la muntanya en un seguit de rambles, barrancs i pujols fins a la planura, coneguda com El Llano on es troba el camp de les salines que és la zona de conreu.

## Història
Conserva restes romanes, i ha sigut identificada suposadament amb l'antiga Nisdomia; va pertànyer a Oriola, de la que es va segregar en 1836 després de diversos períodes de segregació i nova annexió; el terratrèmol de 1829 va destruir-la quasi per complet; a les primeries del segle xx el seu terme, que actualment té 54 km², estava constituït a poques penes per les cases i carrers del poblat, però en 1955 s'amplià a les actuals fites.

## Economia
L'economia ha romàs tradicionalment en una agricultura de secà: llegums i cereals, però des del 1955 té 296 ha de regadiu amb aigües subministrades per la Canal de Riegos de Levante mercès al transvasament Tajo-Segura. Actualment la proximitat del mar ha propiciat un auge del sector turístic que ha transformat l'economia local.

## Patrimoni local
L'església de Sant Miquel Arcàngel i la torre de Zahurdas, torre defensiva d'una antiga alqueria musulmana que avui es troba totalment derruïda, constitueixen els trets més característics del patrimoni local.

## Gastronomia
Gaspatxos, arròs amb conill, arròs pijú i putxero amb pilotes juntament amb els ametlats, mantegades, tonyes, pastes flores i relentes són els plats més estimats de la gastronomia santmiquelera.

## Política i govern

### Composició de la Corporació Municipal
El Ple de l'Ajuntament està format per 13 regidors. En les eleccions municipals de 26 de maig de 2019 foren elegits 6 regidors del Partit Socialista del País Valencià (PSPV-PSOE), 4 del Partit Popular (PP), 1 d'Adelante San Miguel (Adelante), 1 d'Esquerra Unida-Seguimos Adelante (EUPV) i 1 de Ciutadans - Partit de la Ciutadania (Cs).
| Eleccions municipals de 26 de maig de 2019 - Sant Miquel de les Salines                                                                              |                                          |                                     |                                     |        |          |          |
| Candidatura | Candidatura                              | Candidatura                         | Cap de llista                       | Vots   | Vots     | Regidors |
| | Partit Socialista del País Valencià-PSOE |                                     | Juan de Dios Fresneda Arquero       | 765    | 39,56%   | 6 (+3)   |
| | Partit Popular                           |                                     | Sergio Correas Ferrer               | 621    | 32,11%   | 4 (-2)   |
| | Adelante San Miguel                      |                                     | Mª Noelia García Mañogil            | 193    | 9,98%    | 1 (+1)   |
| | Esquerra Unida-Seguim Endavant           |                                     | Bienvenida Campillo Lorca           | 181    | 9,36%    | 1 (-1)   |
| | Ciutadans - Partit de la Ciutadania      |                                     | María José Costa Medrano            | 159    | 8,22%    | 1 (-1)   |
| | Vots en blanc                            |                                     |                                     | 15     | 0,78%    |          |
| Total vots vàlids i regidors | Total vots vàlids i regidors             | Total vots vàlids i regidors        | Total vots vàlids i regidors        | 1.934  | 100 %    | 13       |
| | Vots nuls                                | Vots nuls                           | Vots nuls                           | 59     | 2,96%    |          |
| Participació (vots vàlids més nuls) | Participació (vots vàlids més nuls)      | Participació (vots vàlids més nuls) | Participació (vots vàlids més nuls) | 1.993  | 60,69%** |          |
| Abstenció | Abstenció                                | Abstenció                           | Abstenció                           | 1.291* | 39,31%** |          |
| Total cens electoral | Total cens electoral                     | Total cens electoral                | Total cens electoral                | 3.284* | 100 %**  |          |
| Alcalde: Juan de Dios Fresneda Arquero (PSPV) (15/06/2019) Per majoria absoluta dels vots dels regidors (8 vots: 6 de PSPV, 1 d'Adelante i 1 d'EUPV) |                                          |                                     |                                     |        |          |          |
| Fonts: JEC, JEZ Oriola, M. Interior, Periòdic Ara. (* No són vots sinó electors. ** Percentatge respecte del cens electoral.)                        |                                          |                                     |                                     |        |          |          |

### Alcaldes
Des de 2019 l'alcalde de Sant Miquel de les Salines és Juan de Dios Fresneda Arquero del PSPV.
| Període                       | Alcalde o alcaldessa                    | Partit polític | Data de possessió     | Observacions         |
| ----------------------------- | --------------------------------------- | -------------- | --------------------- | -------------------- |
| 1979–1983                     | José Manuel Torres Saez                 | UCD            | 19/04/1979            | --                   |
| 1983–1987                     | Vicente Mañogil Llorca                  | PSPV-PSOE      | 28/05/1983            | --                   |
| 1987–1991                     | Manuel Lorente Sáez                     | PSPV-PSOE      | 30/06/1987            | --                   |
| 1991–1995                     | Manuel Lorente Sáez                     | PSPV-PSOE      | 15/06/1991            | --                   |
| 1995–1999                     | Manuel Lorente Sáez Antonio Costa Tovar | PSPV-PSOE      | 17/06/1995 10/03/1998 | Dimissió/renúncia -- |
| 1999–2003                     | Antonio Costa Tovar                     | PSPV-PSOE      | 03/07/1999            | --                   |
| 2003–2007                     | Ángel Saez Huertas                      | PP             | 14/06/2003            | --                   |
| 2007–2011                     | Ángel Saez Huertas                      | PP             | 16/06/2007            | --                   |
| 2011–2015                     | Ángel Saez Huertas                      | PP             | 11/06/2011            | --                   |
| 2015–2019                     | Ángel Saez Huertas                      | PP             | 13/06/2015            | --                   |
| 2019-2023                     | Juan de Dios Fresneda Arquero           | PSPV-PSOE      | 15/06/2019            | --                   |
| Des de 2023                   | n/d                                     | n/d            | 17/06/2023            | --                   |
| Fonts: Generalitat Valenciana |                                         |                |                       |                      |

### Corrupció
El 13 de novembre de 2013, el Tribunal Superior de Justícia de la Comunitat Valenciana condemna l'Ajuntament de Sant Miquel de les Salines i la Generalitat Valenciana per un cas de corrupció urbanística. El TSJCV estima el recurs contenciós-administratiu interposat per l'Asociación de Vecinos San Miguel Arcángel i Amigos de Sierra Escalona contra l'aprovació del Pla General d'Ordenació Urbana i el declara nul per no haver-se sotmès a un procés d'avaluació ambiental estratègica, exigit per la Llei estatal 9/2006, perquè afecta part de la Serra d'Escalona, un espai natural protegit com a Lloc d'Interés Comunitari (LIC) i Zona d'Especial Protecció per a les Aus (ZEPA) de la Unió Europea.